# Waliły (stacja kolejowa)
Waliły – przystanek osobowy (dawniej stacja kolejowa) w miejscowości Waliły-Stacja na linii kolejowej nr 37, w województwie podlaskim.

## Opis
Znajdujący się na stacji budynek dworca został zniszczony w 1944 przez wycofujących się Niemców.
Do 2 kwietnia 2000 roku stacja obsługiwała ruch pasażerski. Od tego czasu prowadzony był tu jedynie ruch towarowy, który został zakończony 10 grudnia 2012 roku. Okazjonalnie uruchamiane były pasażerskie pociągi specjalne w ramach finałów Wielkiej Orkiestry Świątecznej Pomocy w latach 2011–2016. Na stacji znajdują się trzy tory, dwa perony, plac ładunkowy. Rozebrano budynki stacyjne, rampę, sygnalizację kształtową.
2 lipca 2016 roku reaktywowano ruch pasażerski. Pociągi kursują w okresie wiosenno-jesiennym, począwszy od lipca 2016 roku.
Już przed zamknięciem ruchu pasażerskiego w roku 2000 nieczynne były posterunki ruchu, unieważnione semafory kształtowe, które kilka lat później zdemontowano. W latach 2014–2015 rozebrano budynki przy peronie pierwszym, dwie nastawnie, a w roku 2016 rampę i oświetlenie stacji. Przed ponownym uruchomieniem ruchu pasażerskiego pod koniec czerwca 2016 roku uzupełniono wskaźniki, pojawiła się nowa tablica z nazwą punktu eksploatacyjnego, rozkładem jazdy oraz danymi handlowymi przewoźnika. W kolejnych latach również dokonano prac adaptacyjnych na stacji, ustawiono m.in. ławkę, wiatę i gablotę.

## Ruch pasażerski
| Rok  | Wymiana pasażerska na dobę |
| ---- | -------------------------- |
| 2017 | 0-9                        |
| 2022 | 0-9                        |

## Galeria

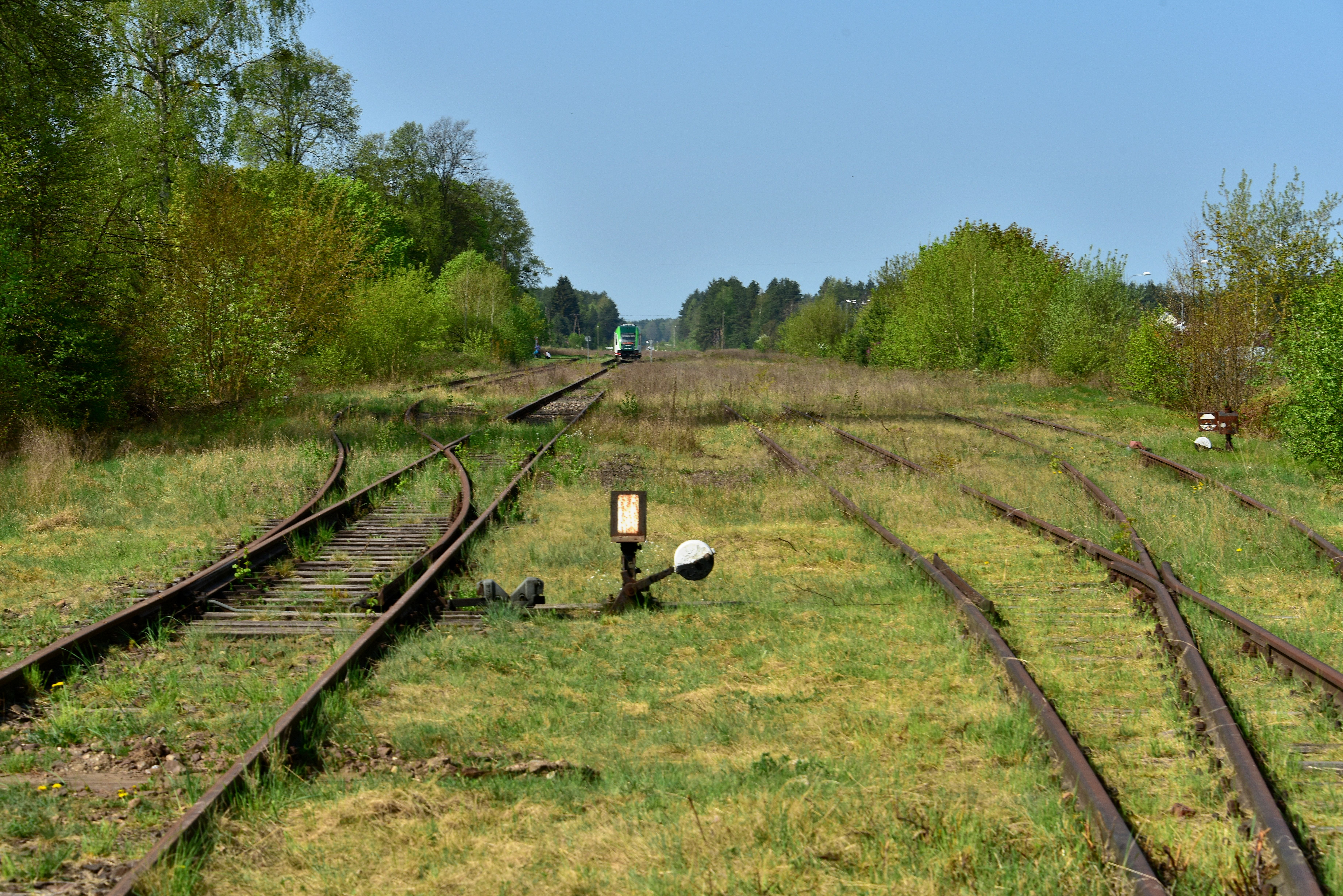
Widok ogólny stacji od strony wschodniej
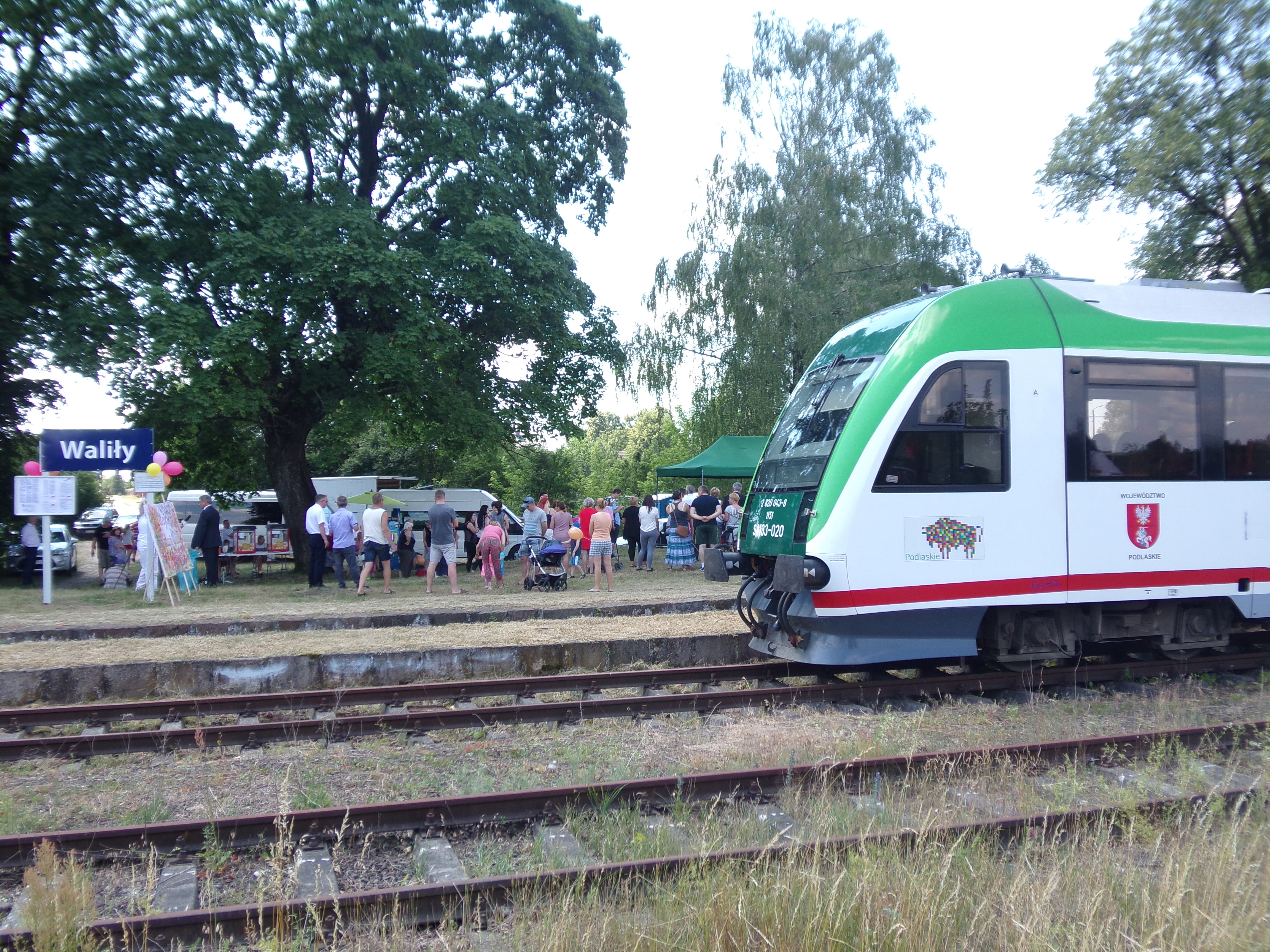
Uroczystość przywitania pierwszego pociągu
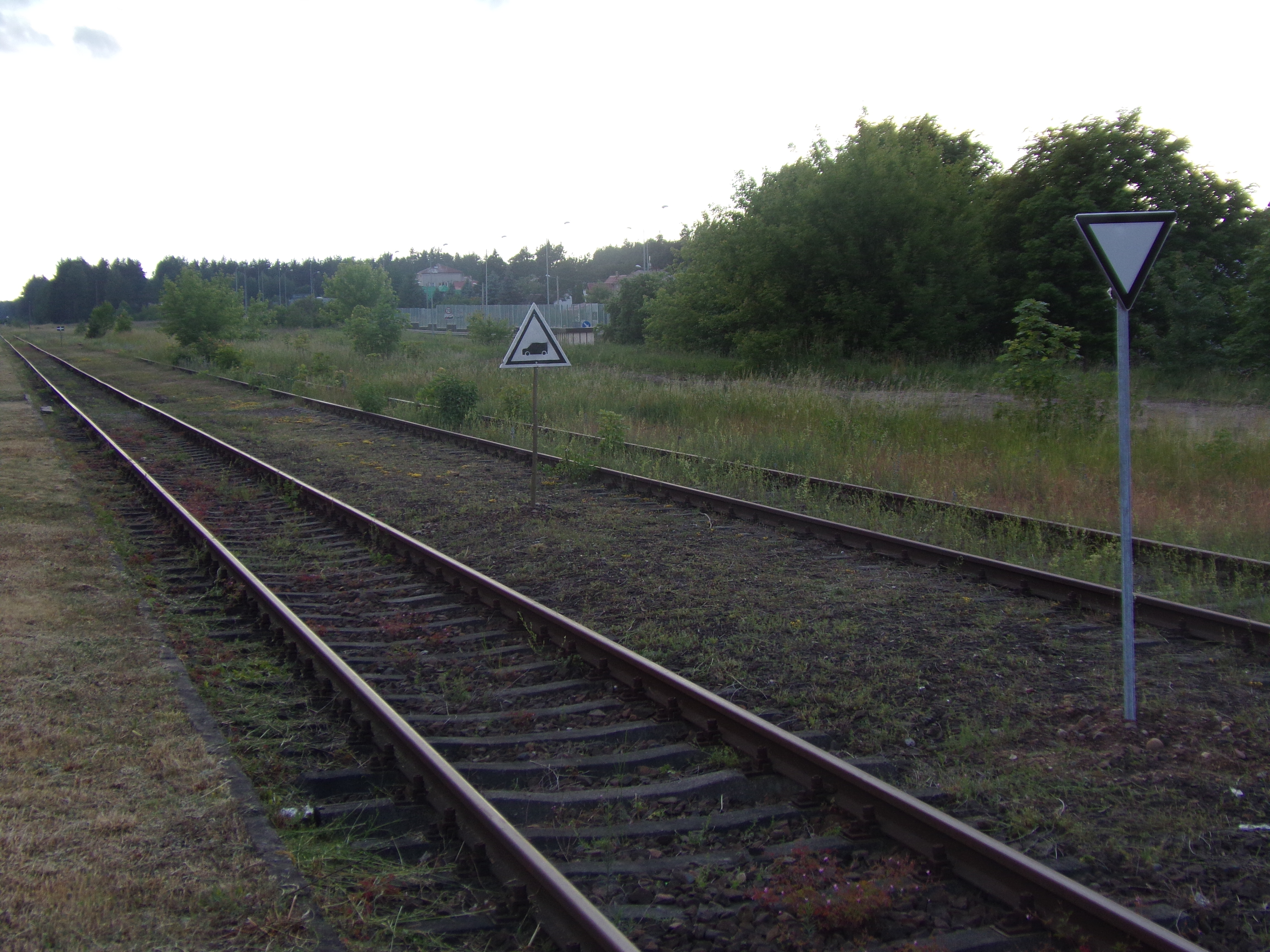
Widok na stację
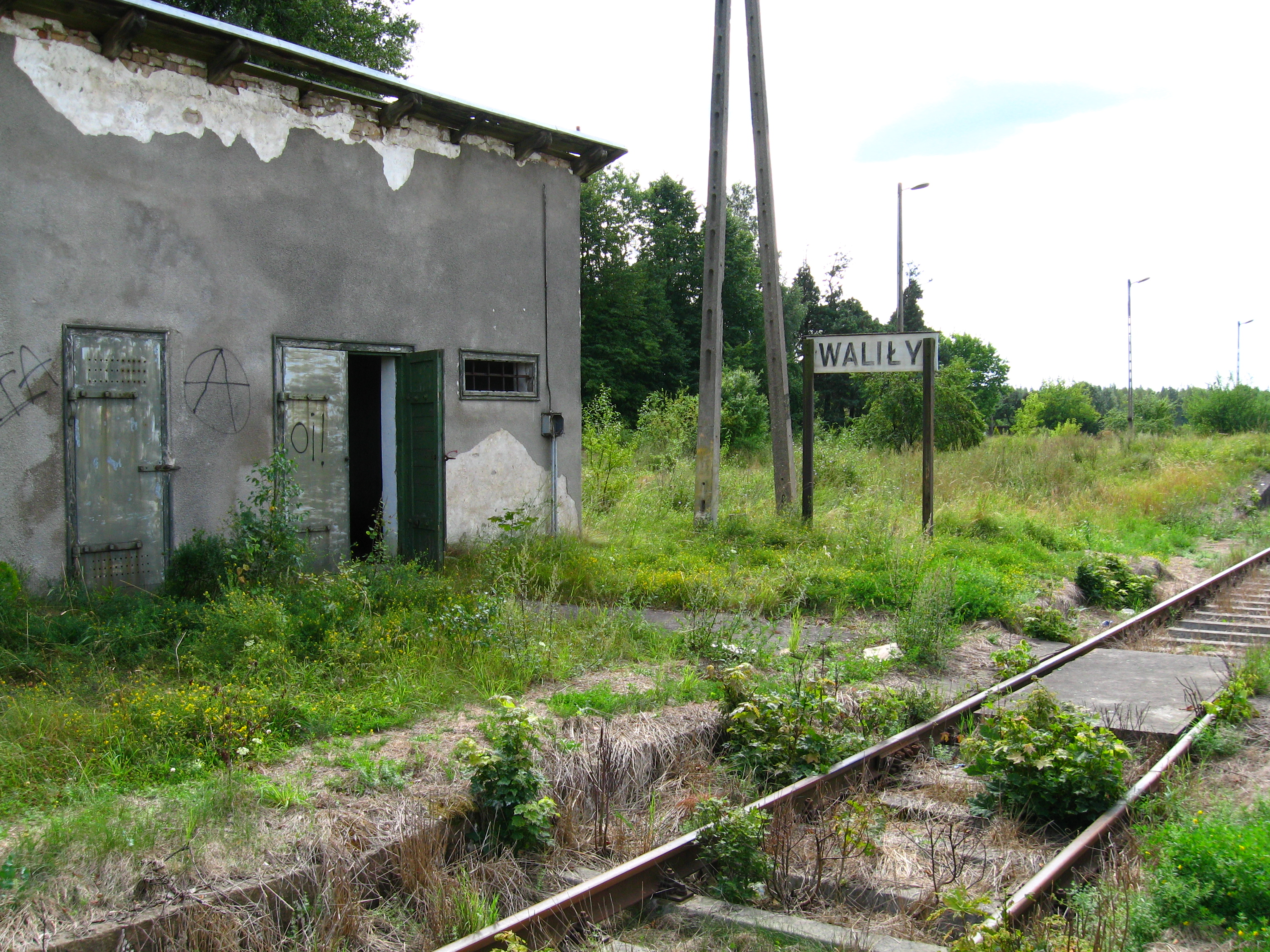
Stacja przed rokiem 2016
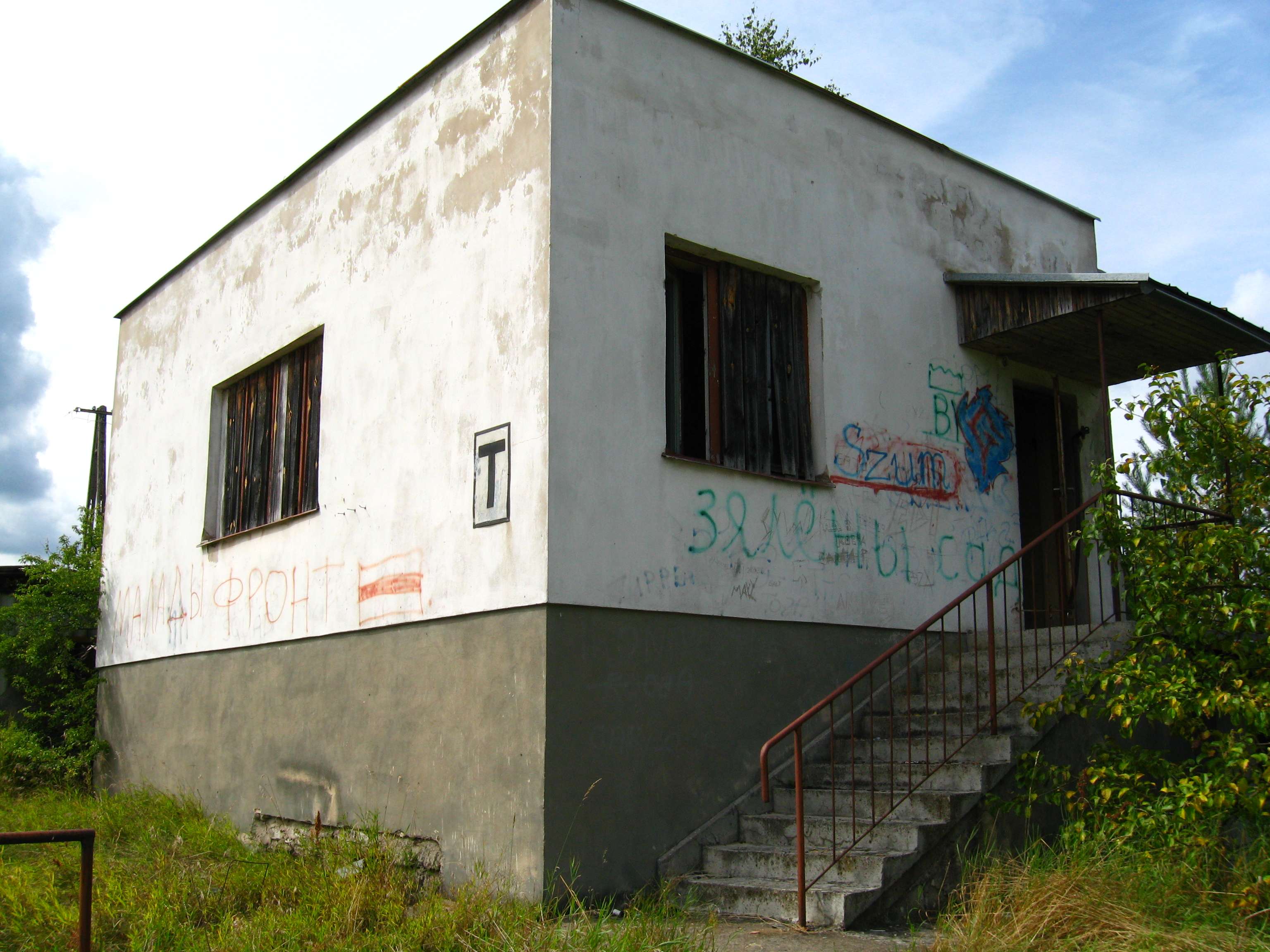
Stacja przed rokiem 2016
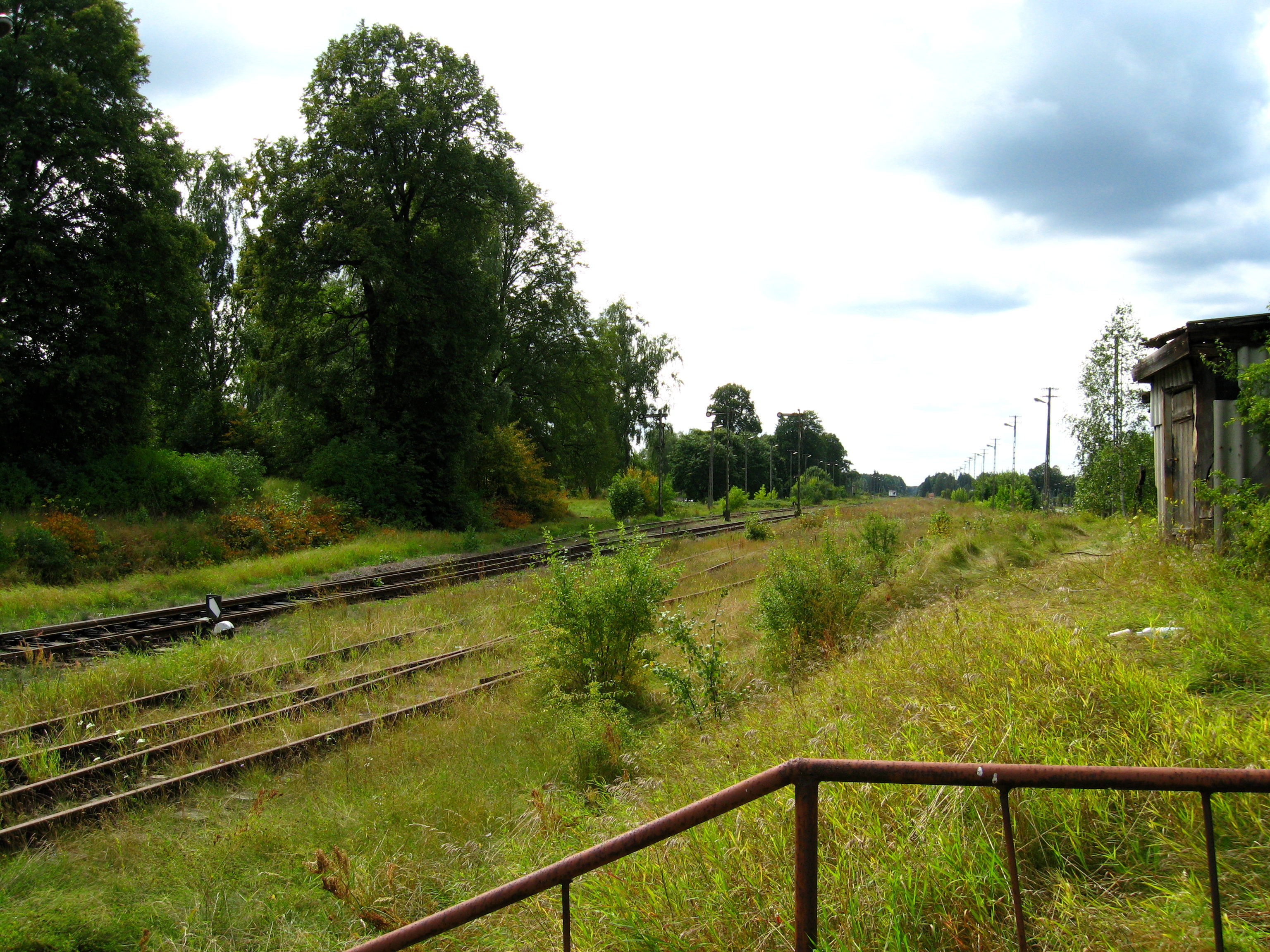
Stacja przed rokiem 2016
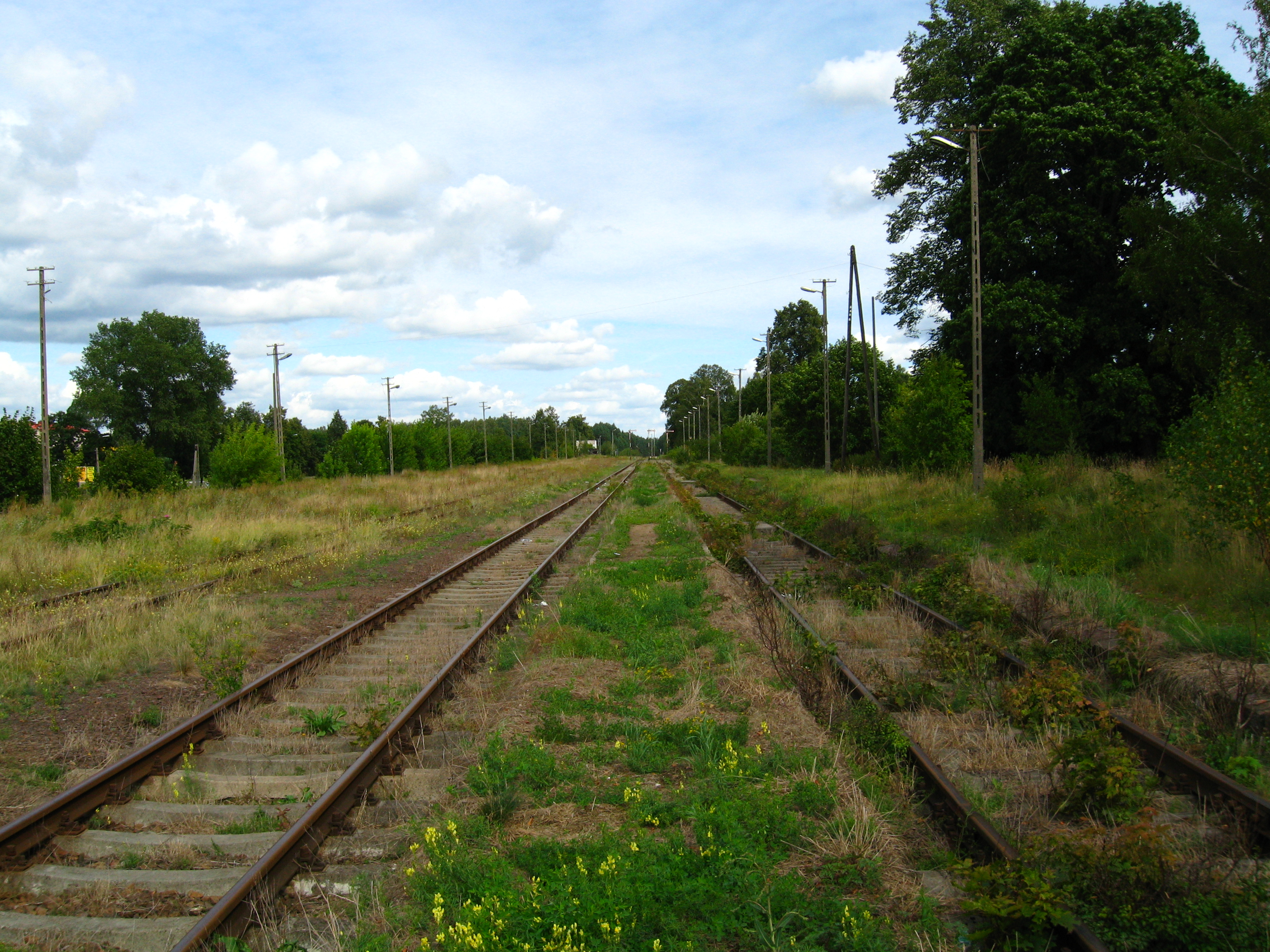
Stacja przed rokiem 2016

## Otoczenie
Stacja znajduje się przy ulicy Kolejowej i Dworcowej w miejscowości Waliły-Stacja. W bezpośrednim sąsiedztwie, przy drodze krajowej nr 65 (Szosa Wschodnia) znajduje się przystanek autobusowy. W roku 2017 kursował autobus rel. stacja Waliły – Gródek – Zarzeczany umożliwiający bezpośrednie połączenie Gródka, Zarzeczan i kąpieliska z pociągiem.